# Associació Internacional per a la Prevenció del Suïcidi
L'Associació Internacional per a la Prevenció del Suïcidi (en anglès: International Association for Suicide Prevention, IASP) és una organització no governamental (ONG) internacional que té per objectiu la prevenció del suïcidi. Fundada per Erwin Ringel i Norman Farberow el 1960, la IASP, que està en una relació oficial amb l'Organització Mundial de la Salut (OMS), es dedica a prevenir comportaments suïcides i a proporcionar un fòrum per a professionals de la salut mental, supervivents i altres persones que d'una manera o altra han estat afectats per un comportament suïcida. L'organització està formada per professionals i voluntaris de més de 50 països d'arreu del món. La IASP patrocina cada any el Dia Mundial per a la Prevenció del Suïcidi, el 10 de setembre, amb la col·laboració de la Federació Mundial per a la Salut Mental (WFMH) i l'Organització Mundial de la Salut (OMS).